# Manfredia concii
Manfredia concii är en mångfotingart som beskrevs av Manfredi 1953. Manfredia concii ingår i släktet Manfredia och familjen knöldubbelfotingar. Inga underarter finns listade i Catalogue of Life.